# Тарактаська стежка

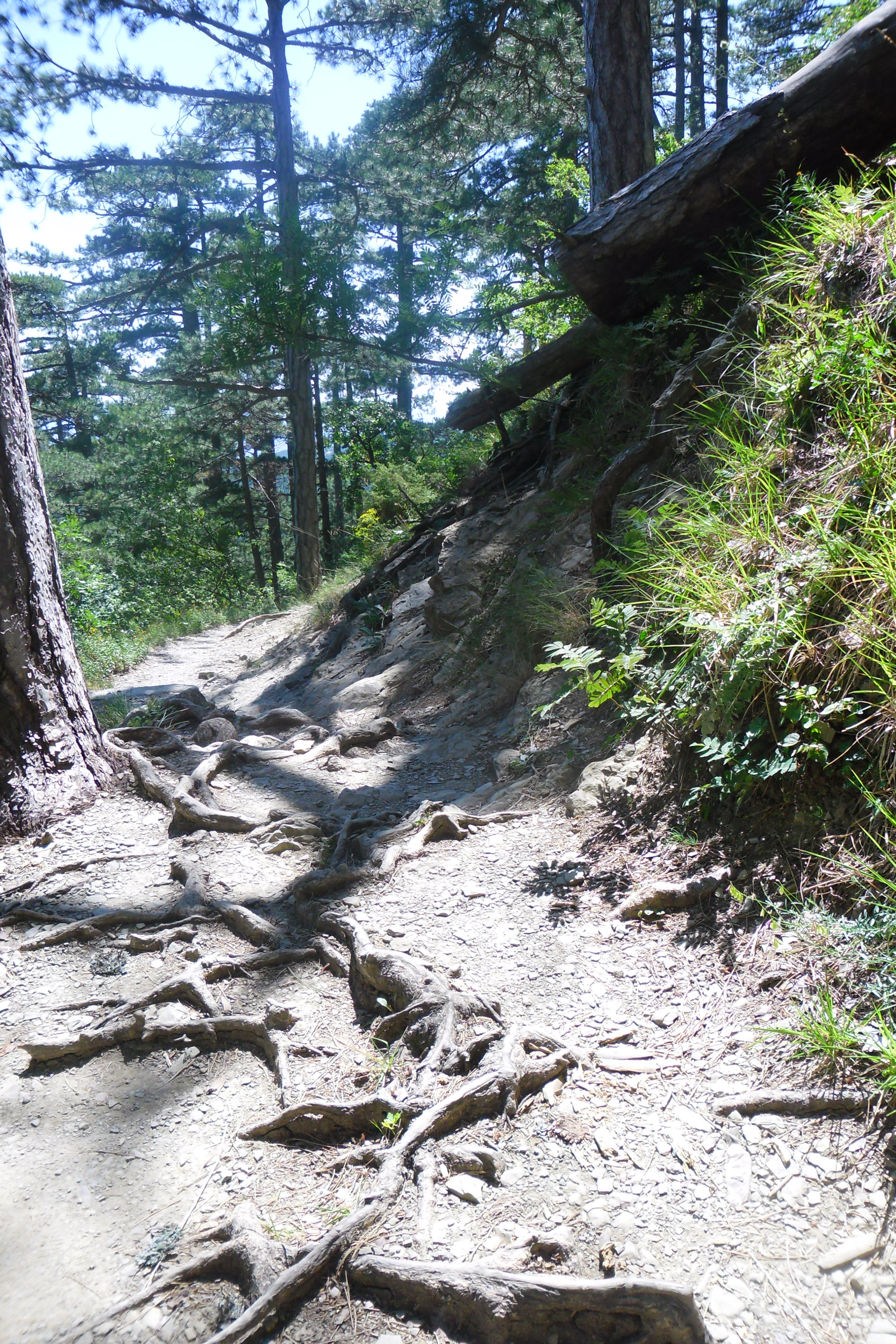
Тарактаська стежка. Фрагмент.

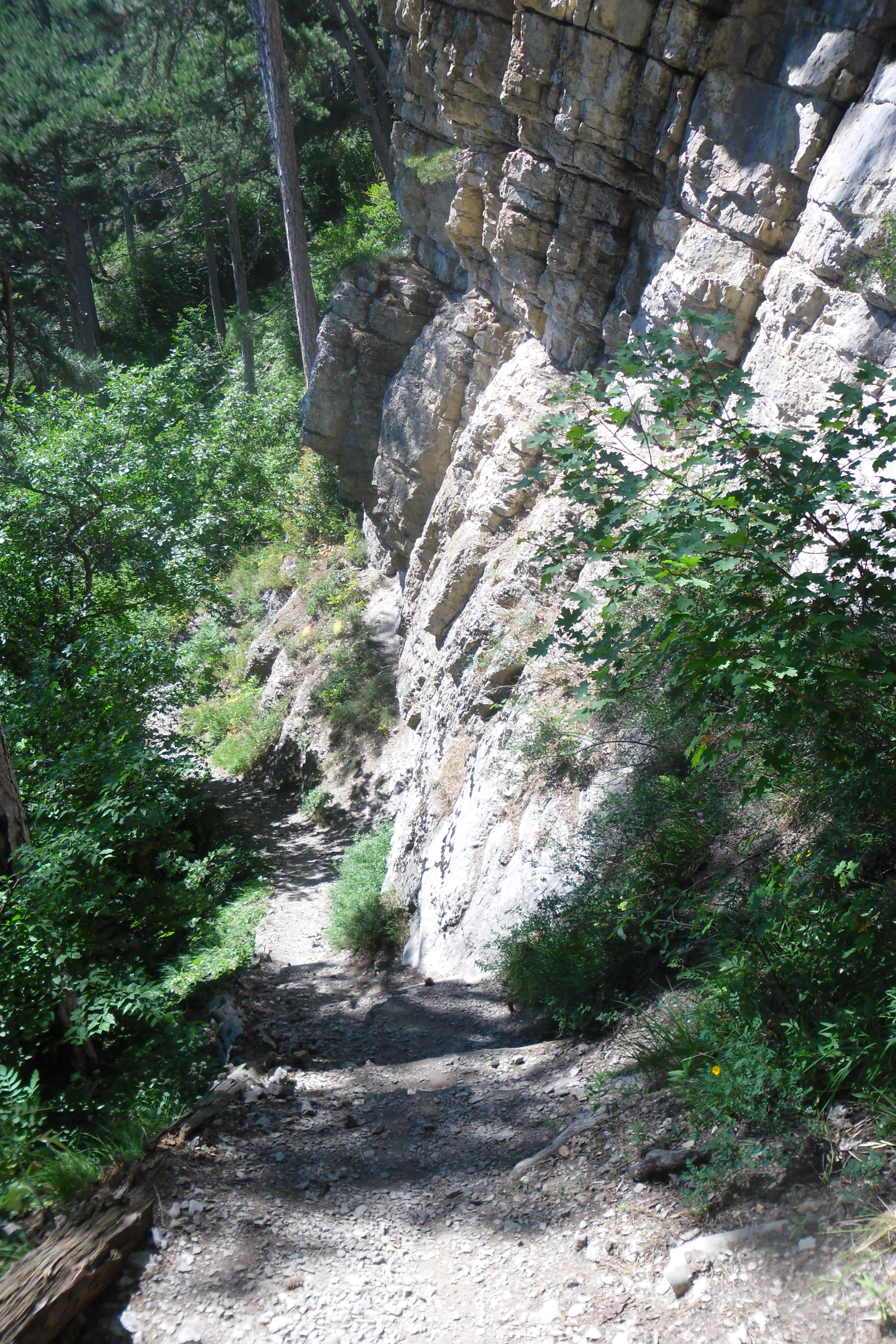
Тарактаська стежка. Фрагмент.

Таракта́ська сте́жка (з тюркської «тарак таш» означає «кам'яний гребінь») — гірська стежка в Криму від водоспаду Учан-Су до Ялтинської яйли.

## Загальний опис
Протяжність стежки — 3,5 км. Перепад висот — 600 м. Час підняття по стежці на яйлу — 3-4 години, спуск по стежці з яйли до водоспаду Учан-Су займає 2-2,5 години. Стежка споруджена у ХІХ ст. членами Ялтинського гірського клубу під керівництвом відомого лікаря, кліматолога В. М. Дмитрієва, який опікувався розвитком туризму в Криму . У 1970-тих роках Тарактаська стежка була реконструйована — на крутих ділянках встановлені парапети, влаштовані сходинки.

## Етапи проходження Тарактаської стежки
Тарактаська стежка прямує спочатку через діброву, потім — через сосняк. Далі стежка проходить повз скелі Таракташу чудернацьких форм і обрисів, створених у результаті вивітрювання. Таракташ — скелястий гірський хребет, складений шаруватими осадовими породами, який ми зустрічаємо на трасі Тарактаської стежки при підході до Ялтинської яйли.
Весь маршрут Тарактаської стежки можна розбити на наступні етапи:
- 1) Від водоспаду Учан-Су до оглядового майданчика з лавкою: перепад висот близько 100 метрів.

- 2) Від лавки до джерела з табличкою 1904.

- 3) Від джерела до Тарактаського хребта.

- 4) Тарактаський хребет — плато, дуже красива ділянка маршруту. Саме в цьому місці пейзаж нагадує інопланетний.

## Галерея-2015 р

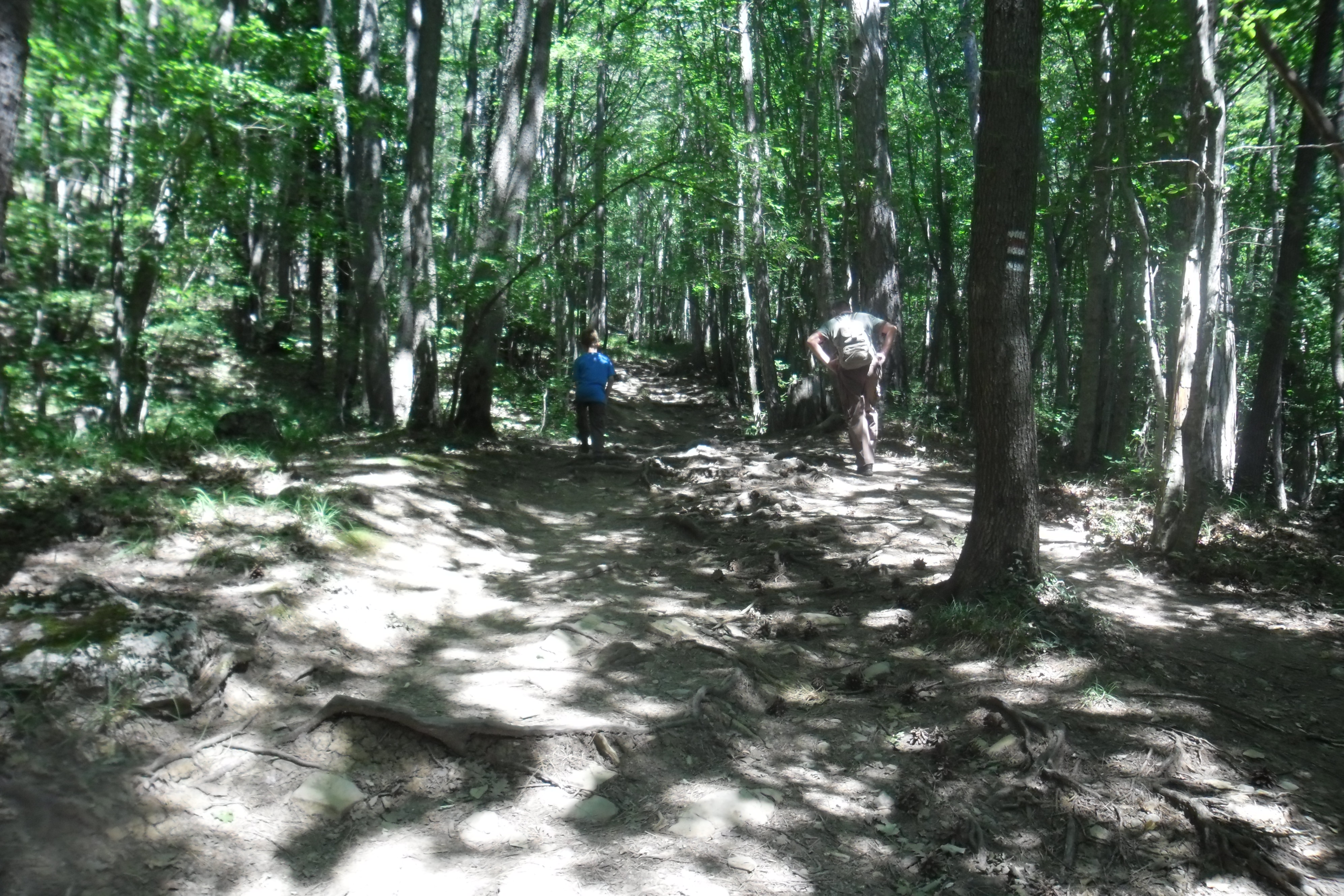
Початок Тарактаської стежки.
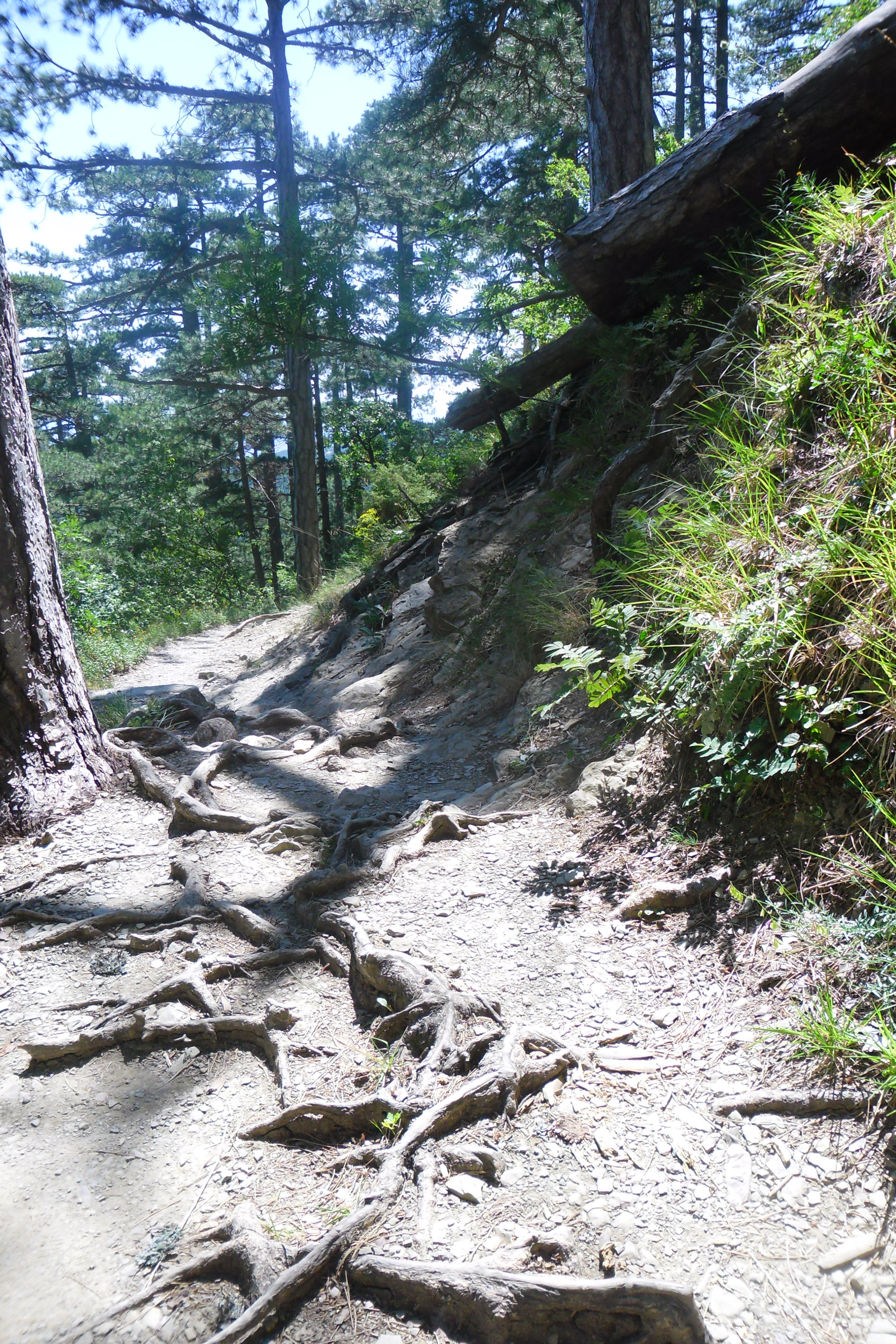
Фрагменти 2-3 етапу стежки.
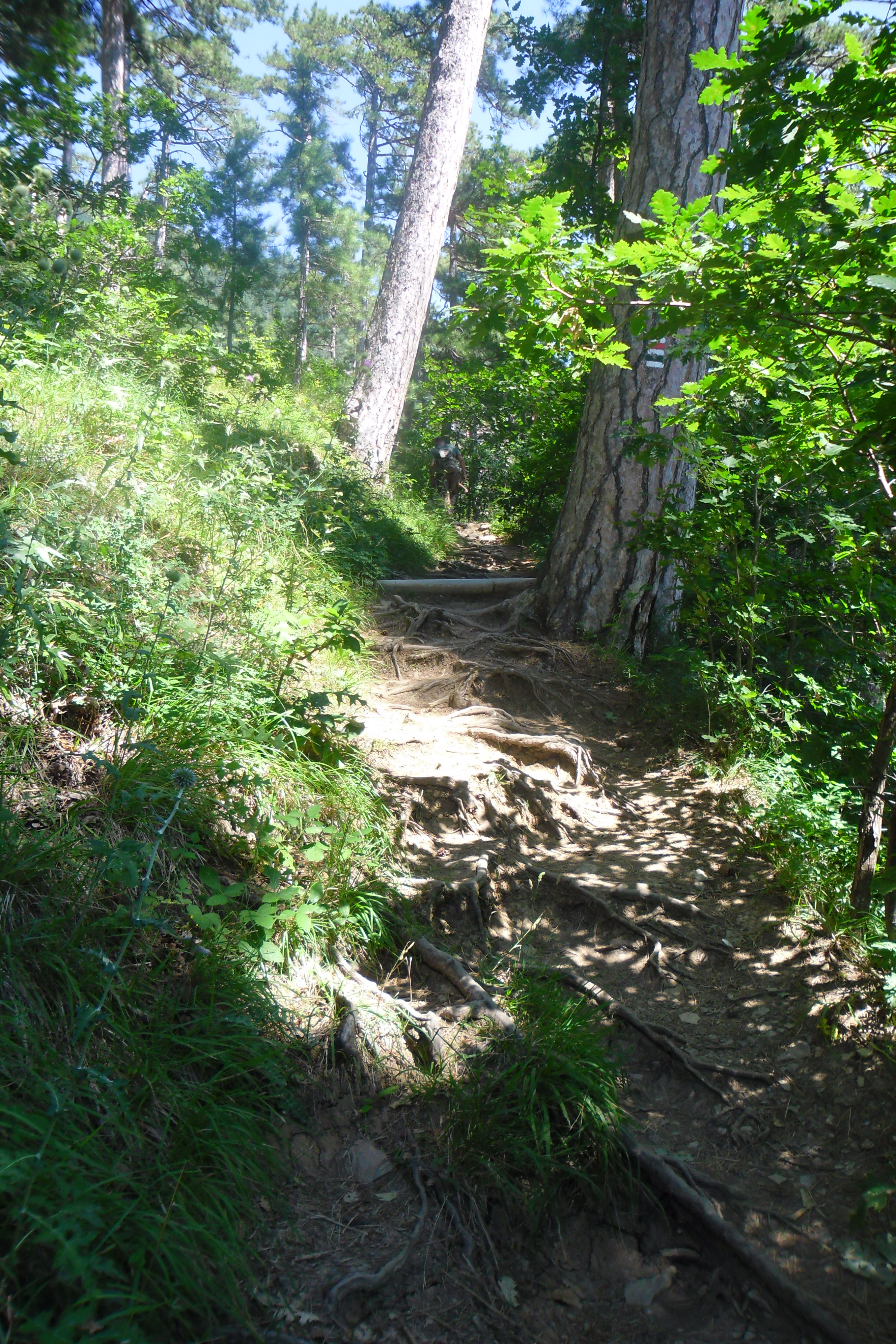
Фрагменти 2-3 етапу стежки.
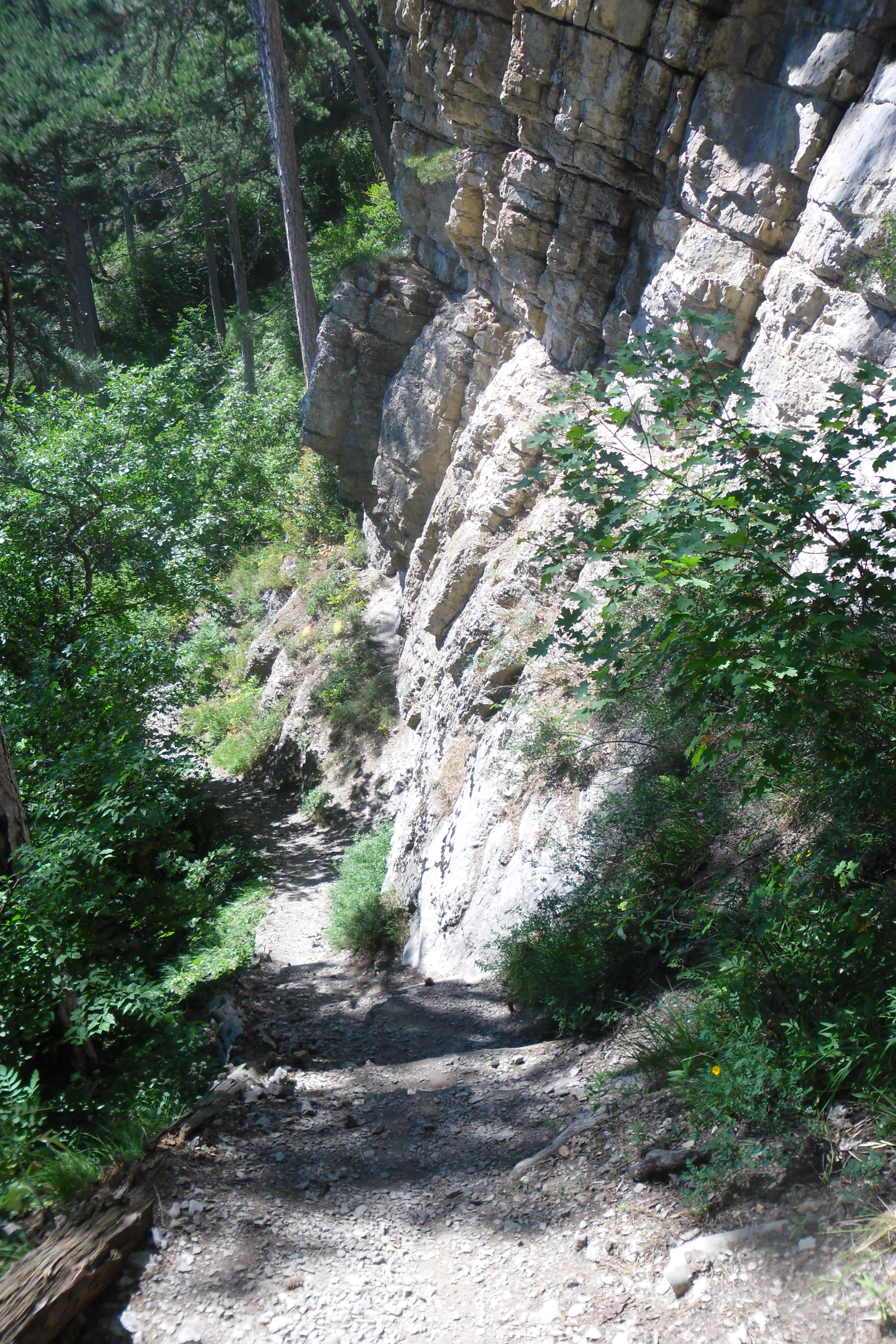
Фрагменти 2-3 етапу стежки.
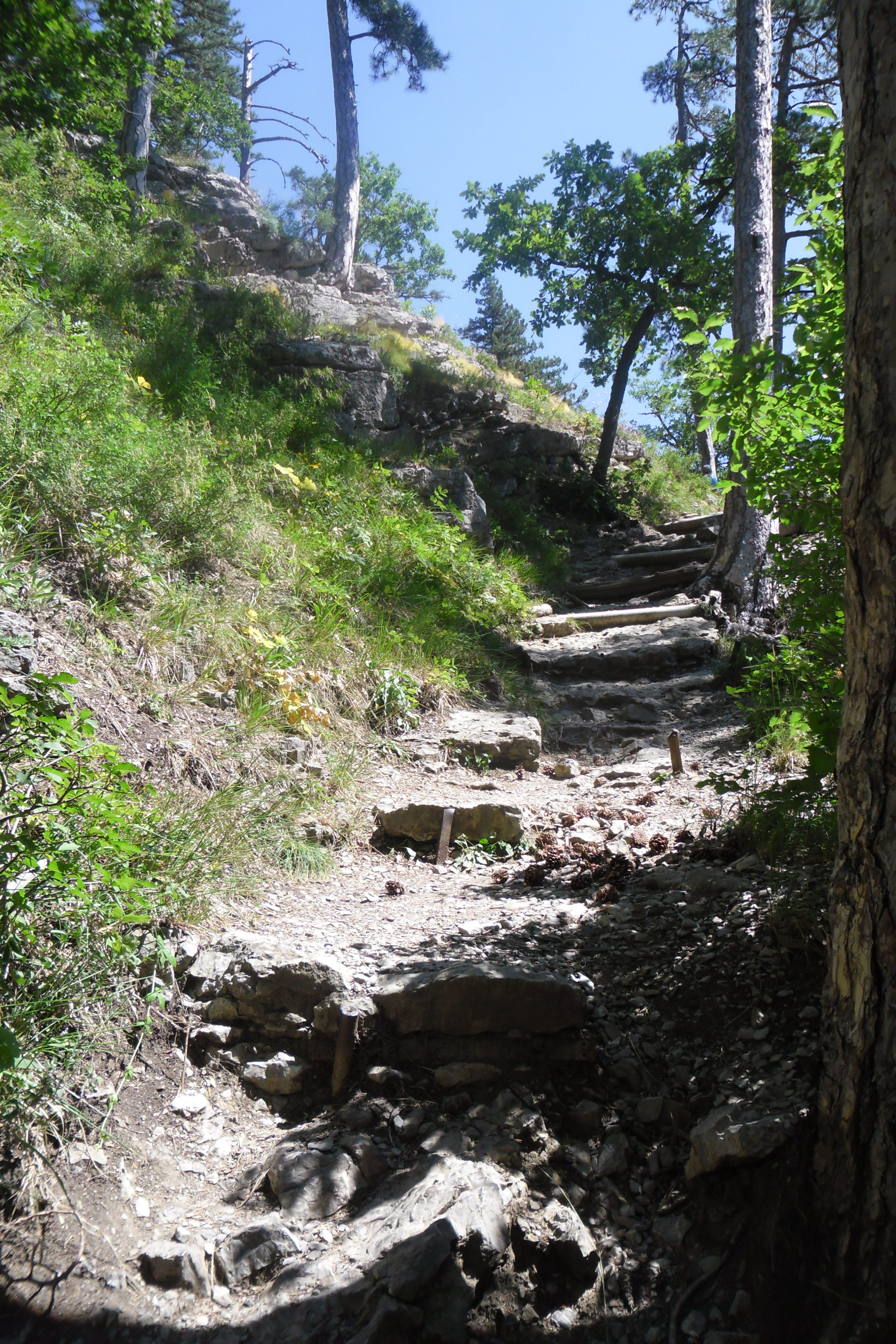
Фрагменти 2-3 етапу стежки.
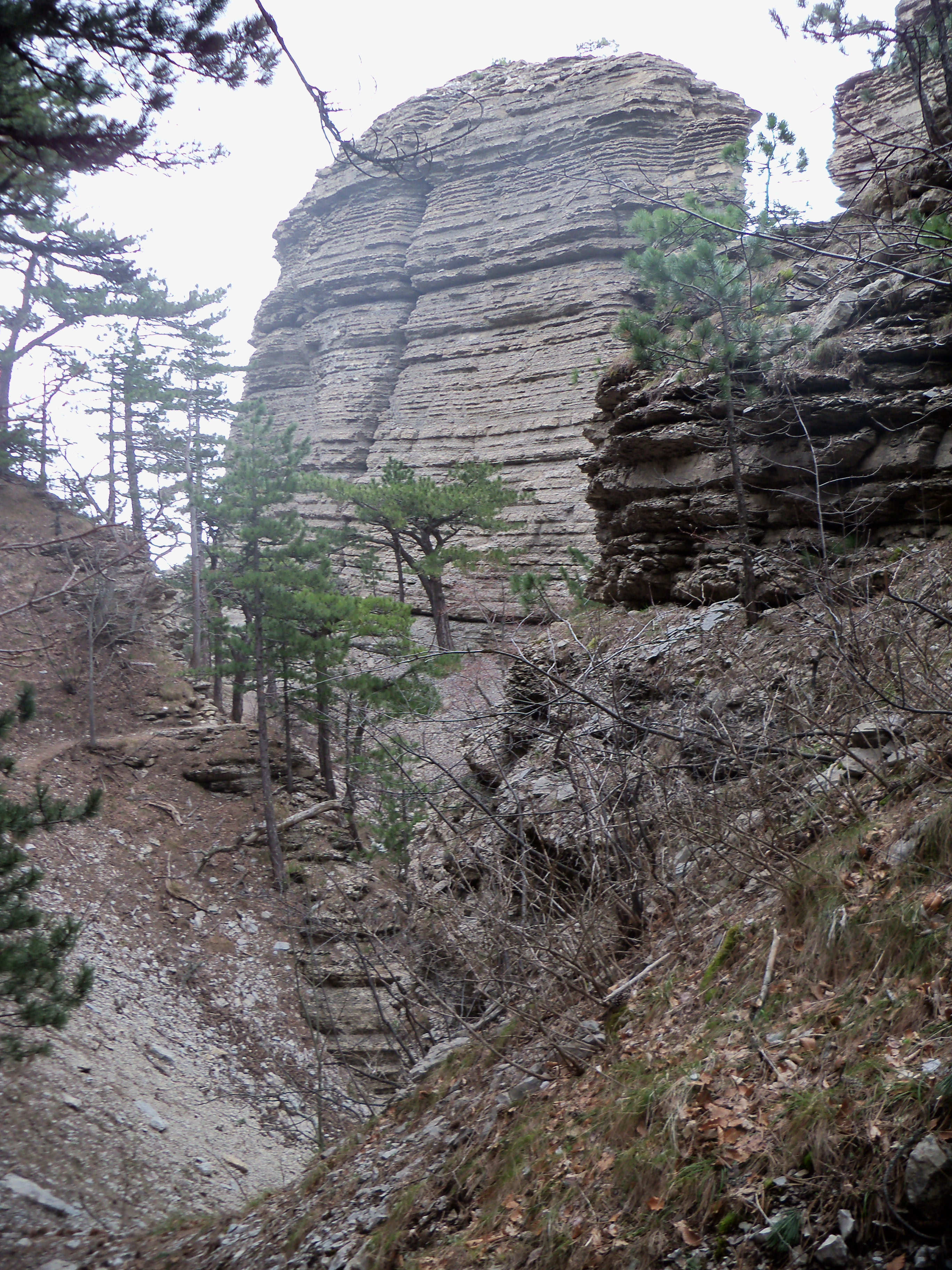
Завершальна (перед плато) Тарактаська ділянка стежки.
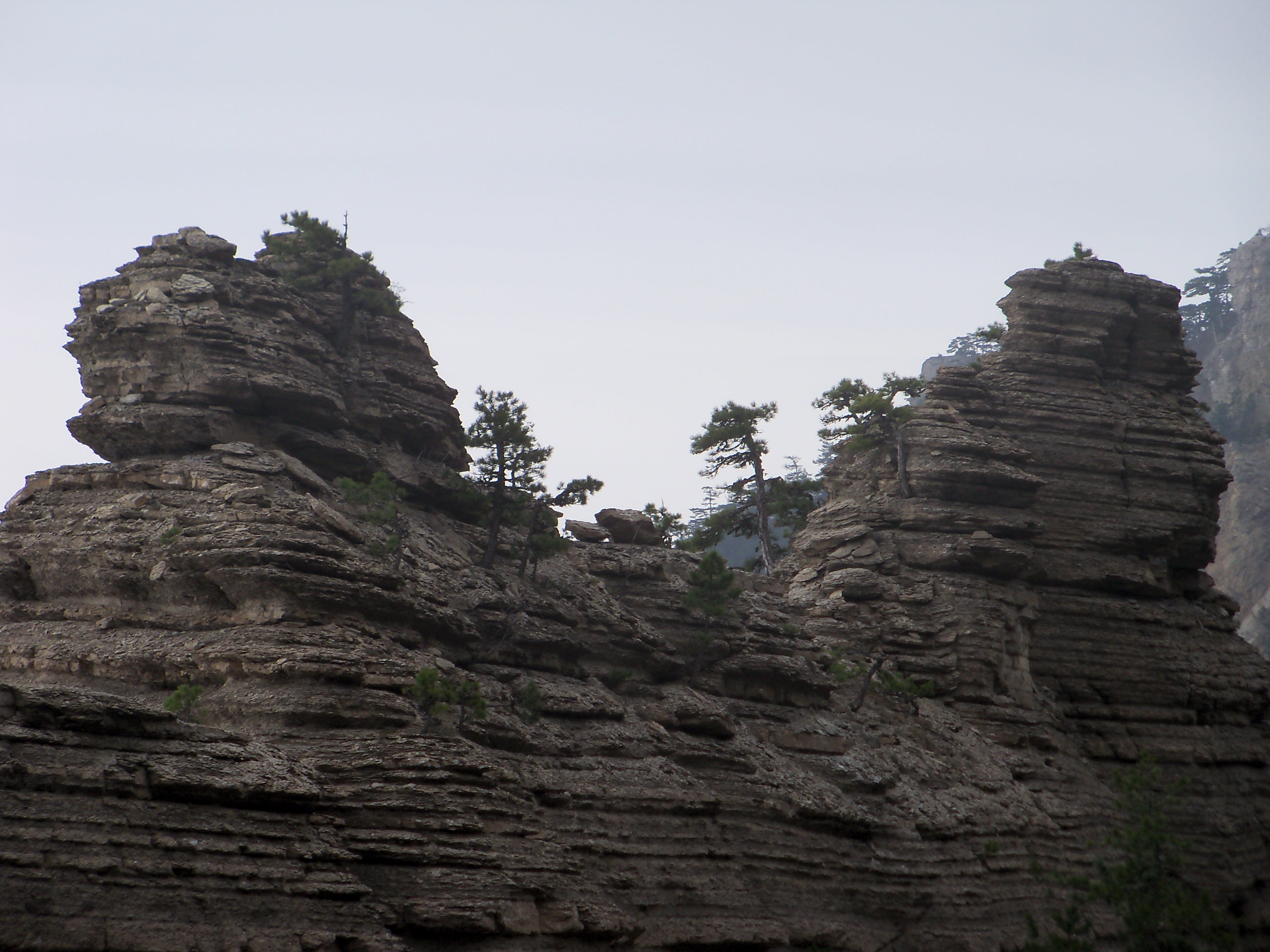
Завершальна Тарактаська ділянка стежки.
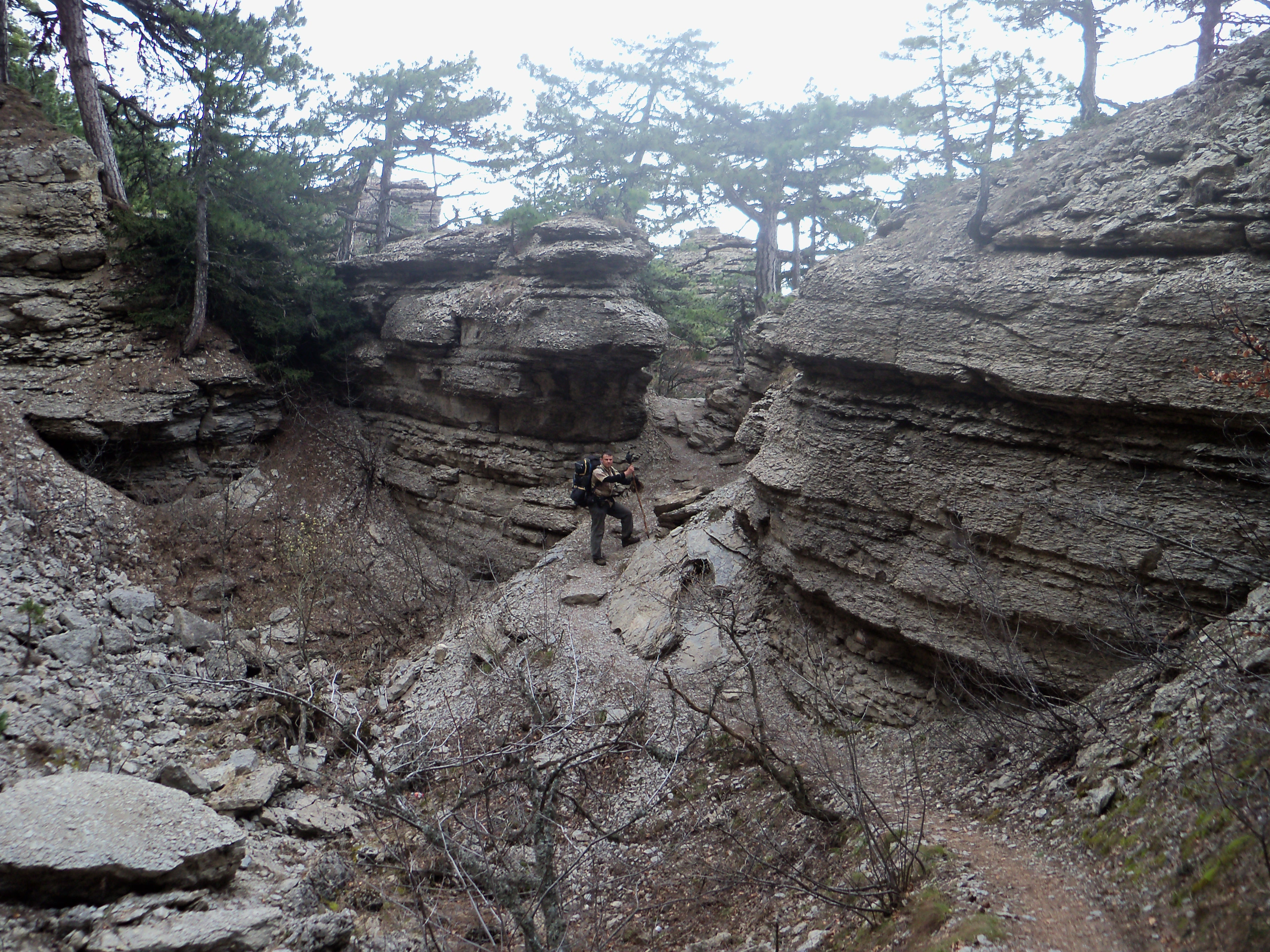
Завершальна Тарактаська ділянка стежки.